# メトロ・フィルム
「メトロ・フィルム」は、秦基博の11枚目のシングル。

## 解説
- 全作詞作曲は秦基博。編曲は久保田光太郎（#1）。
- 3ヶ月連続リリースの第2弾。
- 初回限定盤には、2010年に出演したライブの中から選定された弾き語りパフォーマンス等を収録したDVD付。
- 3rdアルバム『Documentary』の先行シングル。

## 収録曲
1. メトロ・フィルム
  - MVとは異なりフェイドアウトして終わる。
  - MVのフェイドアウトなしバージョンは3rdアルバム『Documentary』にアルバムバージョンとして収録された。
2. 君のいた部屋
3. My Sole, My Soul
4. メトロ・フィルム（backing track）

## 初回特典DVD収録内容
- 『弾き語りSelection&Back Stage of GREEN MIND 2010』
  - 撮影場所
    - 札幌芸術の森野外ステージ（#1,2,3）
    - 長崎稲佐山公演野外ステージ（#4,5,6）
    - ‐楽天世界遺産劇場‐奈良県明日香村 国営飛鳥歴史公園（#7,8,9）

1. 青
2. トブタメニ
3. dot
4. Baby, I miss you
5. 君とはもう出会えない
6. 新しい歌
7. サークルズ
8. 夕暮れのたもと
9. 風景